# Мульмуга
Мульмуга — река в Амурской области России, правый приток Зеи.
Исток реки находится на южном склоне Станового хребта. Русло извилистое, меандры большого радиуса, течение медленное. Протекает в таёжной зоне. Длина реки — 234 км, площадь водосборного бассейна — 3360 км². В нижнем течении пересекается Байкало-Амурской магистралью. Впадает в Зейское водохранилище.

## Происхождение названия
В переводе с эвенкийского: мульмуга — большая вода, много воды. В другом варианте — «нести воду»: мули — нести, мукэ — вода.

## Данные водного реестра
По данным государственного водного реестра России относится к Амурскому бассейновому округу, речной бассейн реки Амур, речной подбассейн реки — Зея, водохозяйственный участок реки — Зея от истока до Зейского гидроузла.
Код объекта в государственном водном реестре — 20030400112118100025890.

### Притоки
(км от устья)
- 9 км: река Улягир (пр)
- 14 км: река Октагли (пр)
- 18 км: река без названия (лв)
- 33 км: река Баралус (пр)
- 34 км: река Сандалкин (пр)
- 47 км: река Кайла (лв)
- 59 км: река без названия (лв)
- 90 км: река Олдондё (пр)
- 96 км: река Олдондёкан (пр)
- 118 км: река Курум (лв)
- 134 км: река Бурулуша (лв)
- 152 км: река Никикика (пр)
- 155 км: река Абрамовский (пр)
- 165 км: река Бургати (пр)
- 179 км: река Сивагичи (лв)
- 181 км: река Усмун (лв)
- 184 км: река Хорогочи (лв)
- 186 км: река Нельга (лв)
- 199 км: река Бильчага (лв)
- 203 км: река Амнунати (пр)
- 217 км: река Тугаджак (пр)